# دايفيد كينيدي
دايفيد كينيدي (بالإنجليزية: David Kennedy)‏  (و. 1940 –  م) هو سياسي، من أستراليا، هو عضوٌ في حزب العمال الأسترالي.

## مناصب
تولى منصب عضو الجمعية التشريعية فيكتوريا (2 مارس 1985–2 أكتوبر 1992)، وعضو الجمعية التشريعية فيكتوريا (3 أبريل 1982–1 مارس 1985)، وعضو مجلس النواب الاسترالى (7 يونيو 1969–2 ديسمبر 1972).

## التعليم
تعلم في جامعة ملبورن.